# Kanton Viry-Châtillon
Canton de Viry-Châtillon je francouzský kanton v departementu Essonne v regionu Île-de-France. Vznikl 20. července 1967. Obce Fleury-Mérogis, Grigny a Morsang-sur-Orge byly 7. prosince 1975 vyčleněny a vytvořily nový kanton Morsang-sur-Orge.

## Složení kantonu
| Obec           | Počet obyvatel (2008) | PSČ   | INSEE       |
| -------------- | --------------------- | ----- | ----------- |
| Viry-Châtillon | 31 681                | 91170 | 91 2 27 687 |